# Bahnhof Unna
Der Bahnhof Unna ist der wichtigste Personenbahnhof der westfälischen Kreisstadt Unna. Weitere Stationen, die regelmäßig im Personenverkehr bedient werden, sind Unna-Königsborn, Unna West, Massen, Lünern und Hemmerde.
Der Bahnhof zählte 2019 etwa 10.000 Reisende und Besucher sowie etwa 200 Züge pro Tag.

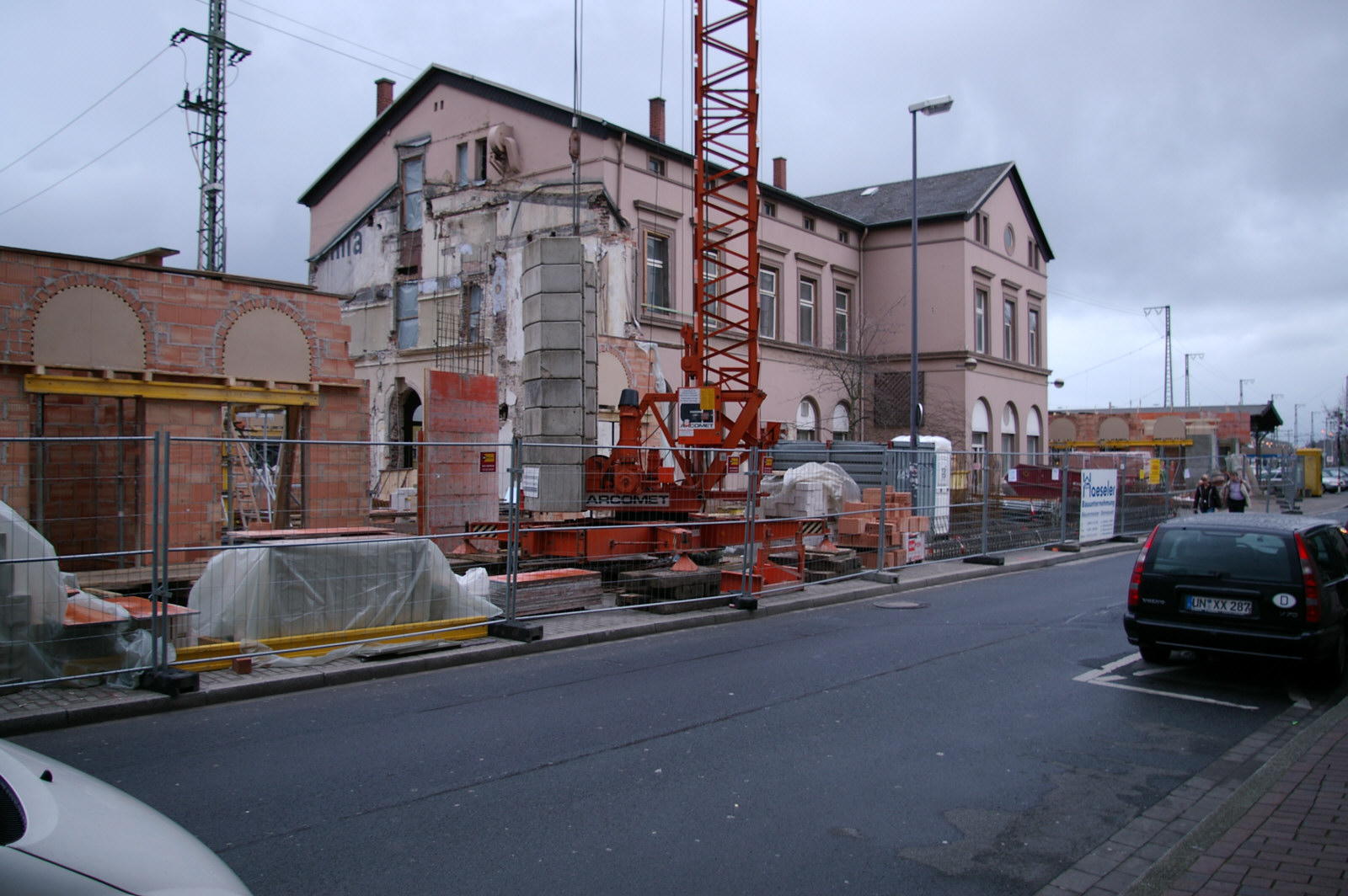
Umbau 2007

## Geschichte
Der Bahnhof wurde 1855 an der Bahnstrecke Dortmund–Soest der Bergisch-Märkischen Eisenbahn-Gesellschaft (BME) errichtet und mit einem repräsentativen Bahnhofsgebäude ausgestattet.
1866 hat die BME von Unna aus eine Strecke nach Hamm zur Stammstrecke der Köln-Mindener Eisenbahn-Gesellschaft errichtet, wodurch der Bahnhof Unna zu einem Umsteigebahnhof von regionaler Bedeutung wurde.
Die Preußischen Staatseisenbahnen bauten dann die Bahnstrecken Fröndenberg–Unna und Unna–Kamen zur Verbindung zwischen den vier Ost-West-Strecken in diesem Gebiet. Der südliche Teil wurde 1899 eröffnet. Der nördliche Teil wurde 1900 zunächst für den Güterverkehr und ein Jahr später auch für den Personenverkehr freigegeben, diese Strecke wird heute nur noch bis Unna-Königsborn befahren, und zwar von der S-Bahn-Linie S 4 der S-Bahn Rhein-Ruhr.
Vom 1. August 1909 bis zum 27. Juli 1939 verband zudem die Straßenbahn der Kleinbahn Unna–Kamen–Werne den Bahnhof Unna mit dem Bahnhof Kamen.
Zum 1. März 1991 übernahm der Bahnhof zunächst die Abfertigung für Expressgut und Gepäck des Bahnhofs Holzwickede.

## Bedienung
Im Zuge des Projektes der Deutschen Bahn „IC-neu“ war der Bahnhof Unna von Dezember 2021 bis Dezember 2024 Halt von zwei Zugpaaren der Intercity-Linie 34. Diese fuhren zwischen Frankfurt (Main), Siegen, Unna, Hamm und Münster. Eines der Zugpaare fuhr von Münster weiter zur Nordseeküste bis Norddeich Mole.
Der Bahnhof Unna wird von folgenden Linien bedient:
| Linie | Linienverlauf | Takt                                           | Betreiber        |
| ----- | --- | ---------------------------------------------- | ---------------- |
| RE 7  | Rhein-Münsterland-Express: Rheine – Emsdetten – Greven – Münster Hbf – Münster-Hiltrup – Drensteinfurt – Hamm (Westf) Hbf – Bönen – Unna – Holzwickede – Schwerte – Hagen Hbf – Ennepetal (Gevelsberg) – Schwelm – Wuppertal-Oberbarmen – Wuppertal Hbf – Solingen Hbf – Opladen – Köln Messe/Deutz – Köln Hbf – Dormagen – Neuss Hbf – Meerbusch-Osterath – Krefeld-Oppum – Krefeld Hbf Stand: Fahrplanwechsel Dezember 2023 | 60 min                                         | National Express |
| RE 13 | Maas-Wupper-Express: Venlo – Kaldenkirchen – Breyell – Boisheim – Dülken – Viersen – Mönchengladbach Hbf – Neuss Hbf – Düsseldorf-Bilk – Düsseldorf Hbf – Wuppertal-Vohwinkel – Wuppertal Hbf – Wuppertal-Barmen – Wuppertal-Oberbarmen – Schwelm – Ennepetal (Gevelsberg) – Hagen Hbf – Schwerte (Ruhr) – Holzwickede – Unna – Bönen – Hamm (Westf) Hbf Stand: Fahrplanwechsel Dezember 2023                                 | 60 min                                         | eurobahn         |
| RB 54 | Hönnetal-Bahn Unna – Fröndenberg-Frömern – Ardey – Fröndenberg – Bösperde – Menden (Sauerland) (aufgrund von Dachsschäden am Bahndamm längerfristig im Schienenersatzverkehr zwischen Unna und Fröndenberg) Stand: Fahrplanwechsel Dezember 2023 | 60 min                                         | DB Regio         |
| RB 59 | Hellweg-Bahn: Dortmund Hbf – Dortmund Signal-Iduna-Park – Dortmund-Hörde – Dortmund-Aplerbeck – Dortmund-Sölde – Holzwickede – Unna – Lünern – Hemmerde – Werl – Westönnen – Soest Stand: Fahrplanwechsel Dezember 2023 | 30 min (werktags) 60 min (sonn- und feiertags) | eurobahn         |
| S 4   | DO-Lütgendortmund – DO-Somborn – DO Germania – DO-Marten Süd – DO-Dorstfeld – Dortmund West – DO-Möllerbrücke – DO-Stadthaus – DO-Körne West – DO-Körne – DO-Knappschaftskrankenhaus – DO-Brackel – DO-Asseln Mitte – DO-Wickede West – DO-Wickede – Massen – Unna-Königsborn – Unna West – Unna Stand: Fahrplanwechsel Dezember 2023                                                                                         | 30 min                                         | DB Regio         |

## Busverkehr

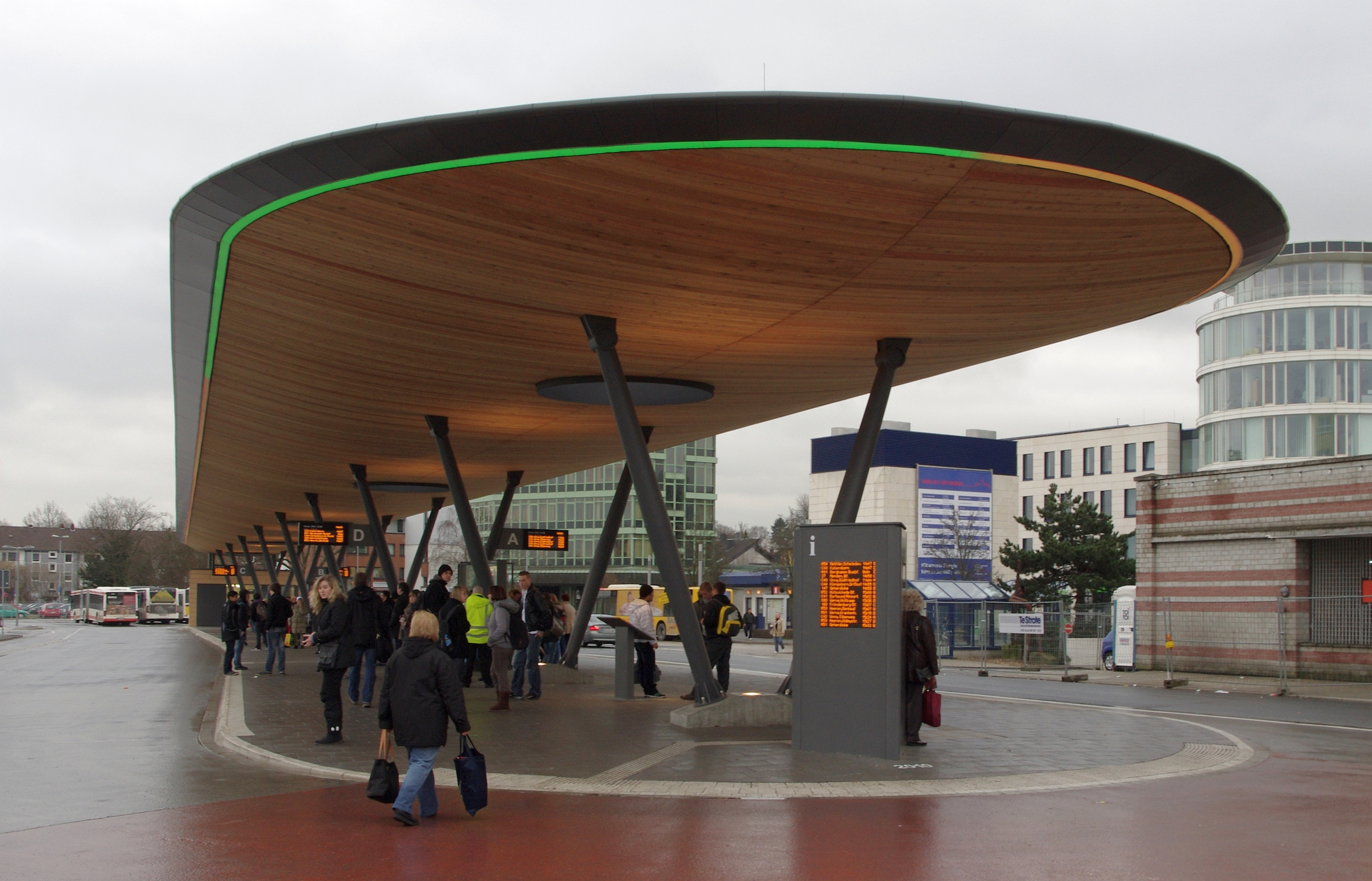
Busbahnhof

Südlich des Bahnhofs befindet sich der zentrale Busknotenpunkt von Unna. Hier verkehren die Stadtbuslinien C40 bis C45 sowie überörtlicher Busverkehr in die Nachbarorte. Bedient wird der Busbahnhof von der Verkehrsgesellschaft Kreis Unna (VKU). 
Die Architektur des Busbahnhofes wird im Volksmund unter anderem als „Surfbrett“ bezeichnet. Darüber hinaus erhielt die Konstruktion eine Auszeichnung des Ministeriums für Heimat, Kommunales, Bau und Digitalisierung des Landes Nordrhein-Westfalen.
Es gibt einen Lageplan der Umgebung für Sehbehinderte.